# Freccia del Brabante 1987
La Freccia del Brabante 1987, ventisettesima edizione della corsa, si svolse il 29 marzo su un percorso di 227 km, con partenza a Sint-Genesius-Rode e arrivo ad Alsemberg. Fu vinta dal belga Edwig Van Hooydonck della squadra Superconfex-Kwantum Hallen-Yoko davanti all'olandese Peter Harings e all'altro belga Jean-Marie Wampers.

## Ordine d'arrivo (Top 10)
| Pos. | Corridore                  | Squadra                         | Tempo    |
| ---- | -------------------------- | ------------------------------- | -------- |
| 1    | Edwig Van Hooydonck        | Superconfex-Kwantum Hallen-Yoko | 5h54'00" |
| 2    | Peter Harings              | Panasonic                       | a 1'05"  |
| 3    | Jean-Marie Wampers         | Hitachi-Marc                    | a 1'11"  |
| 4    | Patrick Onnockx            | ADR- Fangio-IOC-MBK             | a 1'18"  |
| 5    | Noel Segers                | Lucas-Mullers-Orbea             | a 1'27"  |
| 6    | Herman Frison              | Roland-Skala-TW                 | s.t.     |
| 7    | Jean-Philippe Vandenbrande | Hitachi-Marc                    | s.t.     |
| 8    | Peter Winnen               | Panasonic                       | s.t.     |
| 9    | Adrie van der Poel         | PDM-Ultima-Concorde             | s.t.     |
| 10   | Étienne De Wilde           | Sigma                           | s.t.     |